# Emoia kuekenthali
Espèce
Synonymes
- Lygosoma kuekenthali Boettger, 1895
- Lygosoma kuekenthali notomoluccense Brongersma, 1931

Emoia kuekenthali est une espèce de sauriens de la famille des Scincidae.

## Répartition
Cette espèce se rencontre :
- dans les îles de l'Amirauté en Papouasie-Nouvelle-Guinée ;
- à Halmahera en Indonésie.

## Liste des sous-espèces
Selon The Reptile Database (18 septembre 2012) :
- Emoia kuekenthali kuekenthali (Boettger, 1895)
- Emoia kuekenthali notomoluccense (Brongersma, 1931)

## Étymologie
Cette espèce est nommée en l'honneur de Willy Georg Kükenthal.

## Publications originales
- Boettger, 1895 : Liste der Reptilien und Batrachier der Insel Halmaheira nach den Sammlungen Prof. Dr. W. Kükenthal's. Zoologischer Anzeiger, vol. 18, p. 116-121, 129-138 (texte intégral).
- Brongersma, 1931 : Eine neue Rasse von Lygosoma kuekenthali. Zoologischer Anzeiger, vol. 96, p. 335-336.